# Epiphyas
Epiphyas är ett släkte av fjärilar. Epiphyas ingår i familjen vecklare.

## Dottertaxa tillEpiphyas, i alfabetisk ordning[1]
- Epiphyas ammotypa
- Epiphyas arcaria
- Epiphyas asthenopis
- Epiphyas aulacana
- Epiphyas balioptera
- Epiphyas basialbana
- Epiphyas caryotis
- Epiphyas cerussata
- Epiphyas chlidana
- Epiphyas consociana
- Epiphyas dissipata
- Epiphyas dotatana
- Epiphyas echinitis
- Epiphyas epichorda
- Epiphyas erysibodes
- Epiphyas eucyrta
- Epiphyas eugramma
- Epiphyas euphara
- Epiphyas euraphodes
- Epiphyas eurystropha
- Epiphyas eusticha
- Epiphyas fabricata
- Epiphyas flebilis
- Epiphyas foedana
- Epiphyas haematephora
- Epiphyas haematodes
- Epiphyas hemiphoena
- Epiphyas hyperacria
- Epiphyas iodes
- Epiphyas jugicolana
- Epiphyas lathraea
- Epiphyas leucocephala
- Epiphyas leuropa
- Epiphyas liadelpha
- Epiphyas loxotoma
- Epiphyas lycodes
- Epiphyas lypra
- Epiphyas mnemosynana
- Epiphyas oenopa
- Epiphyas oresigona
- Epiphyas paraplesia
- Epiphyas peloxythana
- Epiphyas phaeosticha
- Epiphyas philopoana
- Epiphyas plastica
- Epiphyas polia
- Epiphyas postvittana
- Epiphyas psapharana
- Epiphyas pyrrhula
- Epiphyas retractana
- Epiphyas reversana
- Epiphyas scitulana
- Epiphyas scleropa
- Epiphyas secretana
- Epiphyas sobriana
- Epiphyas sobrina
- Epiphyas spodota
- Epiphyas stipularis
- Epiphyas tanyptera
- Epiphyas vicariana
- Epiphyas xylodes